# Михаїл Чакір
Михаїл (Михайло Михайлович) Чакір (гаг. Mihail Çakir, рум. Mihail Ciachir; 27 квітня (9 травня) 1861, Чадир-Лунга, Бендерський повіт, Бессарабська губернія — 8 вересня 1938, Кишинів, Румунське королівство) — молдовський і гагаузький священнослужитель і просвітитель, ініціатор друкування книг молдовською і гагаузькою мовами.

## Біографічні відомості
Михаїл Чакір народився в бессарабському селі Чадир-Лунга в сім'ї дяка-гагауза. Разом із молодшим братом Федором закінчив Кишинівську духовну семінарію . Викладав у Кишинівському чоловічому духовному училищі. Через три роки його було обрано головою Кишинівської училищної ради Міністерства народної освіти Російської імперії.
У 1896 році Михаїл Чакір звернувся до Міністерства народної освіти Російської імперії з проханням про дозвіл на друкування книг молдовською мовою. Такий дозвіл був наданий, за умови, що молдовський текст буде розміщуватися в книгах паралельно з російською. З 1901 року Чакір видає книги «Буковина», «Коротка молдовська граматика», «Самовчитель з російської мови з відомостями з граматики». Підручник Чакіра «Помічник молдаванину, який починає вивчати російську мову» витримав три видання за 14 років.
У 1904 році Михаїл Чакір звернувся до Синоду РПЦ за дозволом про випуск релігійної літератури гагаузькою мовою. Після отримання дозволу він уже в 1907 випустив у власному перекладі на гагаузьку мову уривки зі Старого Завіту, богослужбове Євангеліє і Євангеліє від Матвія.
Він використовував алфавіт, що мало відрізнявся від російського. У ньому не було літери щ, а також були додаткові літери та диграфи дж, i, аа, её, оо, ии, ыы, юю.
Після 1918 року, коли Бессарабія увійшла до складу Румунського королівства, Михаїл Чакір ініціював адаптацію гагаузької мови, яка до цього використовувала кирилицю, до латинської абетки.
Він використовував літери a, â, ă, b, c, d, e, f, g, h, i, î, j, l, m, n, o, p, r, s, ş, t, ţ, u, v, ƶ, а також ди-, три- та тетраграфи: aa, ââ, ee, ea, eaea, ii, ia, îa, ăă, io, ioio, iu, iuiu, oo, uu, ce, cea, ci, cia, cio, ciu, dj.
У 1934 році гагаузькою мовою вийшла книга Чакіра «Історія бессарабських гагаузів», а через два роки — його робота «Весільні обряди гагаузів». У цих двох книгах Михаїл Чакір виступив як етнограф і краєзнавець. 1938 року в його редакції вийшов гагаузько-румунський словник.
Протоієрей Михаїл Чакір помер після недовгої хвороби у 1938 році.
Рішенням башкана Гагаузії Михаїла Формузала 2011 рік був оголошений роком Михаїла Чакіра.